# 323 pr. n. št.

## Dogodki
- v Egiptu zavlada Ptolemaj I. Soter, predstavnik zadnje egipčanske dinastije.
- v Makedoniji zavlada regent Perdik
- začetek lamijske vojne

## Rojstva
- Aleksander IV. Makedonski  († 323 pr. n. št.)

## Smrti
- 10. junij - Aleksander Veliki (* 356 pr. n. št.)